# Săftica
Săftica es una localidad rumana de la comuna de Balotești, en el condado de Ilfov.

## Historia
Hacia comienzos del siglo XX la localidad, que ya por entonces pertenecía al condado de Ilfov, formaba parte de la comuna de Balotești y tenía contabilizada una población de 85 habitantes.
En la segunda mitad del siglo XX el lugar seguía formando parte de Balotești. En el censo de 2021 la localidad tenía una población de 1717 habitantes.